# Hòa Hải (xã)
Hòa Hải là một xã thuộc huyện Hương Khê, tỉnh Hà Tĩnh, Việt Nam.
Xã Hòa Hải có diện tích 158,36 km², dân số năm 1999 là 7046 người, mật độ dân số đạt 44 người/km².